# Cyclospatheae
Cyclosphateae es una tribu de plantas con flores perteneciente a la subfamilia Ceroxyloideae dentro de la familia Arecaceae. Tiene los siguientes géneros.

## Géneros
- Pseudophoenix